# Micranthemum pilosum
Micranthemum pilosum är en tvåhjärtbladig växtart som beskrevs av Adolf Ernst. Micranthemum pilosum ingår i släktet Micranthemum och familjen Linderniaceae. Inga underarter finns listade i Catalogue of Life.